# Солонешенська сільська рада
Солоне́шенська сільська рада (рос. Солонешенский сельский совет) — сільське поселення у складі Солонешенського району Алтайського краю Росії.
Адміністративний центр — село Солонешне.

## Історія
Станом на 2002 рік існували Красноануйська сільська рада (села Медведевка, Солонешне, Черемшанка, селище Чапаєвський) та Солонешенська сільська рада (села Солонешне, Тальменка, Тележиха, селище Іскра).

## Населення
Населення — 4724 особи (2019; 5203 в 2010, 5768 у 2002).

## Склад
До складу сільської ради входять:
| Населений пункт     | Населення, осіб (2002) | Населення, осіб (2010) |
| ------------------- | ---------------------- | ---------------------- |
| Іскра, селище       | 248                    | 170                    |
| Медведевка, село    | 130                    | 109                    |
| Солонешне, село     | 4753                   | 4441                   |
| Тальменка, село     | 183                    | 144                    |
| Тележиха, село      | 262                    | 228                    |
| Чапаєвський, селище | 3                      | -                      |
| Черемшанка, село    | 189                    | 111                    |